# Звезда за службу
Звезда за службу, размещаемая на колодке медали или планке награды — дополнительный знак награды, обозначающий повторные награждения ранее уже полученной наградой и другие особые обстоятельства награждения. Используется во всех пяти видах Вооружённых сил США.
Знак существует в двух цветовых вариантах — бронзовая и серебряная звёзды, и в двух размерных вариантах — звёзды диаметром 3/16 дюйма (около 4,8 мм) и диаметром 1/8 дюйма (около 3 мм).
Звезда 3/16 дюйма размещается на колодках полноразмерных медалей и на планках награды, звезда 1/8 дюйма предназначена для колодок миниатюрных медалей.
Бронзовый знак обозначает одно награждение, 1 бронзовая звезда, размещенная на ленте награды, обозначает двукратное награждение данной наградой (первое награждение обозначается самой медалью или планкой), 2 бронзовые звезды на ленте награды обозначают троекратное награждение. Серебряная звезда носится вместо пяти бронзовых звёзд. Таким образом, серебряный знак, размещённый на колодке медали или планке, обозначает шестикратное награждение; одна серебряная и одна бронзовая звезда на ленте награды обозначают семикратное награждение.
В Вооружённых силах США бронзовые и серебряные звёзды за службу используются:
- в качестве дополнительного знака медалей и лент за службу (англ. service medals and ribbons), обозначающего повторное награждение данной медалью или лентой за службу — во всех видах Вооружённых сил США[2];
- в качестве дополнительного знака медалей кампаний (англ. campaign medals) обозначающего повторное награждение данной медалью (за участие в нескольких операциях, отмечаемых одной медалью кампании) — во всех видах Вооружённых сил США[2];
- в качестве дополнительного знака коллективных наград (англ. unit awards), обозначающего повторное награждение коллективной наградой:
  - в Военно-морских силах и Корпусе морской пехоты — для обозначения повторного награждения всеми коллективными наградами подразделений[3];
  - в Береговой охране — для обозначения повторных награждений всеми коллективными наградами, за исключением коллективных наград Береговой охраны, повторные награждения которыми обозначаются золотыми звёздами повторного награждения диаметром 5/16 дюйма[4];
  - в Армии США — для обозначения награждений военно-морским вариантом коллективной награды Президентской благодарности подразделению и коллективными наградами Военно-морского министерства США Благодарность подразделению Военно-морских сил и Похвальная благодарность подразделению Военно-морских сил[5];
- в Армии США бронзовая звезда за службу, размещённая на значках парашютиста (англ. Parachutist Badge, Free Fall Parachutist Badge), обозначает выполнение прыжков с парашютом в боевой обстановке[6];
- в Военно-воздушных силах бронзовая звезда за службу, размещённая на ленте стрелка высокой квалификации (англ.  Small Arms Expert Marksmanship Ribbon), означает, что данный военнослужащий показал высокие показатели как в стрельбе из винтовки, так и в стрельбе из пистолета [7];
- В Военно-воздушных силах военнослужащий, вошедший в число призёров конкурса «Двенадцать выдающихся военнослужащих ВВС» (англ. Twelve Outstanding Airmen of the Year), награждается лентой военнослужащего года (англ. Outstanding Airman of the Year Ribbon) с бронзовой звездой за службу, которая носится в течение года после награждения (звезда не является в данном случае знаком повторного награждения, повторные награждения обозначаются дубовыми листьями[8]).

При именовании звёзд, используемых в качестве дополнительных знаков медалей за службу используется термин англ. service star, который широко распространён и применяется также и в других случаях. Помимо этого при именовании знака могут использоваться полностью идентичные термины англ. battle star или англ. engagement star — «боевая звезда», «звезда участника сражения». Эти наименования используются обычно в случае, если речь идёт о дополнительных знаках медалей кампаний.
Также при именовании может указываться диаметр знака (англ. 3/16-inch star, 5/16″ star — звезда 3/16 дюйма), с указанием цвета (англ. bronze 3/16-inch star, silver 5/16-inch star — бронзовая звезда 3/16 дюйма, серебряная звезда 3/16 дюйма) или без указания цветового варианта знака. В документах Береговой охраны знак может именоваться «малой звездой» — англ. small star, с указанием цвета или без.
Бронзовый знак, обозначающий одно награждение, может именоваться англ. bronze star — «бронзовая звезда» (без указания размера или иных характеристик), в этом случае не следует смешивать знак дополнительного награждения с федеральной военной наградой США Бронзовая звезда. Серебряный знак, заменяющий пять бронзовых звёзд, может именоваться англ. silver star — «серебряная звезда», в этом случае не следует смешивать знак дополнительного награждения с американской медалью Серебряная звезда и другими наградами.
Следует отличать бронзовые и серебряные звезды за службу от золотых и серебряных звёзд повторного награждения, которые используются в ВМС, Корпусе морской пехоты и Береговой охране и обозначают преимущественно повторные награждения персональными военными наградами.